# AUDIO PLANNING U
AUDIO PLANNING U(주식회사 오디오 플래닝유 약칭:APU)는 애니메이션 음향 제작을 담당하는 일본 기업.일본음성제작자연맹(음성연) 가맹사이다.

## 개요
무시 프로덕션출신인에서 우라카미 야스오가 독립해 음향 감독 제작사가 1972년 4월 25일에 창단하였다. 당시에는 자사 스튜디오를 가지 않고, 타사의 스튜디오(정음 스튜디오, 아바코 스튜디오, 반초 스튜디오 등)를 사용하고 있었지만, 1981년에 도쿄도 시부야구에 본사겸 스튜디오의 「APU 스튜디오」를 가지고 있다.
2003년에 멀티 오디오 스튜디오 'APU MEGURO STUDIO (APU 메구로 스튜디오)'의 완성에 따라 본사 기능을 이전, 아울러 로고타입을 갱신하고 가타카나 표기의 '오디오 플래닝 유'에서 영자표기 'AUDIO PLANNING U'로 크레디트하게 되었다.
도라에몽, 닌자보이 란타로, 짱구는 못말려, 명탐정 코난 등 장수 작품을 다루어 대기업 성우 사무소에 소속하는 중견으로부터 베테랑 클래스의 성우를 많이 기용하는 것이 특징이다. 한편, 2010년대 이후는 신규로 담당하는 작품이 감소 경향에 있다.